# Atchannou
Atchannou ist ein Arrondissement im Département Mono im westafrikanischen Staat Benin. Es ist eine Verwaltungseinheit, die der Gerichtsbarkeit der Kommune Athiémè untersteht.

## Demografie und Verwaltung
Gemäß der Volkszählung 2013 des beninischen Statistikamtes INSAE hatte das Arrondissement 8582 Einwohner, davon waren 4274 männlich und 4308 weiblich.
Von den 61 Dörfern und Quartieren der Kommune Athiémè entfallen 13 auf Atchannou:
1. Adhamè
2. Agbédranfo
3. Akonana
4. Allounkoui
5. Atchannou
6. Avégodo
7. Goudon
8. Hokpamè
9. Houèglé
10. Hounkpon
11. Konouhoué
12. Tadocomè
13. Togblo